# Tour de Flandes 1992
El Tour de Flandes 1992, la 76.ª edición de esta clásica ciclista belga. Se disputó el 5 de abril de 1992. El vencedor final fue el francés Jacky Durand, que se impuso en solitario en la llegada de Meerbeke. El suizo Thomas Wegmüller y el belga Edwig Van Hooydonck completaron el podio.
Se inscribieron 186 corredores, de los cuales acabaron 123.

## Clasificación General
| Posición | Ciclista            | Equipo                   | Tiempo     |
| -------- | ------------------- | ------------------------ | ---------- |
| 1        | Jacky Durand        | Castorama-Sodime         | 6h 37' 19" |
| 2        | Thomas Wegmüller    | Lotus-Festina            | + 48"      |
| 3        | Edwig Van Hooydonck | Buckler-Colnago-Decca    | + 1' 44"   |
| 4        | Maurizio Fondriest  | Panasonic-Sportlife      | m. t.      |
| 5        | Frans Maassen       | Buckler-Colnago-Decca    | + 1' 57"   |
| 6        | Jelle Nijdam        | Buckler-Colnago-Decca    | m. t.      |
| 7        | Marc Madiot         | Telekom-Merckx           | m. t.      |
| 8        | Jesper Skibby       | TVM-Sanyo                | m. t.      |
| 9        | Franco Ballerini    | GB-MG Maglificio-Bianchi | m. t.      |
| 10       | Dirk De Wolf        | Gatorade-Chateau d'Ax    | m. t.      |